# Jón Þórðarson Thoroddsen
Jón Þórðarson Thoroddsen (ur. 1818, zm. 1868) – islandzki pisarz i poeta.
Był twórcą nowożytnej powieści islandzkiej. Jest autorem utworów w stylu walteroskotowskim – Piltur og stúlka (Chłopiec i dziewczyna, 1850) i nie dokończonej Maður og kona (Mąż i żona, 1876), a także popularnych liryków patriotycznych.